# Éliane Savelli
Éliane Savelli, coniugata Perret (Marsiglia, 17 ottobre 1929), è un'ex cestista francese.

## Carriera
Con la Francia ha disputato i Campionati del mondo del 1953 e tre edizioni dei Campionati europei (1950, 1952, 1954).